# Nikolaj Vatoetin
Nikolaj Fjodorovitsj Vatoetin (Russisch: Николай Федорович Ватутин) (Voronezj, 16 december 1901 - Kiev, 14 april 1944) was een Sovjet-Russisch generaal tijdens de Tweede Wereldoorlog. 

## Militaire loopbaan
- Kolonel (Polkownik) in 1936[1]
- Brigadegeneraal (General-maior) op 17 februari 1938[1]
- Divisiecommandant op 17 februari 1939[1]
- Korpscommandant op 4 november 1939[1]
- Luitenant-generaal (General-leitenant) op 4 juni 1940[2]
- Kolonel-generaal (General-polkownik) op 7 december 1942[2]
- Generaal (General armii) op 2 december 1943[2]

## Decoraties
- Held van de Sovjet-Unie (Postuum) in 6 mei 1965
- Leninorde (2x), december 1941[1] en 1942
- Orde van de Rode Banier in 6 november 1941[1]
- Orde van Soevorov der Eerste Klasse in 1941 en 28 januari 1943[1]
- Orde van Koetoezov der Eerste Klasse in 23 augustus 1943[1]
- Medaille voor de Verdediging van Leningrad in 1943[1]
- Jubileummedaille voor de 20e verjaardag van het Rode Leger in 1938[1]